# Grand Prix automobile des États-Unis 2015
GP précédent GP suivant
Le Grand Prix automobile des États-Unis 2015 (2015 Formula 1 United States Grand Prix), disputé le 25 octobre 2015 sur le Circuit des Amériques, est la 932e épreuve du championnat du monde de Formule 1 courue depuis 1950. Il s'agit de la quarantième édition du Grand Prix des États-Unis et de la trente-deuxième comptant pour le championnat du monde de Formule 1. Ce quatrième Grand Prix disputé sur ce circuit situé à Austin (Texas) est la seizième manche du championnat 2015. Il est marqué par le sacre de Lewis Hamilton, vainqueur à l'arrivée, le pilote britannique remportant son troisième titre mondial. 
La météo perturbe le déroulement du Grand Prix puisque des pluies diluviennes entrainent l'annulation de la deuxième séance d'essais libres et le report des qualifications au dimanche matin, quatre heures avant la course. Sous des trombes d'eau, Nico Rosberg réalise sa quatrième pole position de la saison, la dix-neuvième de sa carrière, dès la phase Q2 puisque la troisième partie des qualifications est annulée ;  il devance d'un dixième de seconde son coéquipier Lewis Hamilton. Daniel Ricciardo et Daniil Kvyat au volant des Red Bull RB11 s'installent en deuxième ligne. Cinquième et huitième temps, Sebastian Vettel et Kimi Räikkönen sont repoussés aux treizième et dix-huitième places après avoir changé le groupe propulseur de leurs Ferrari SF15-T. Les Force India VJM08B de Sergio Pérez et Nico Hülkenberg occupent la troisième ligne devant Felipe Massa et Max Verstappen. 
La course, lancée sur une piste mouillée qui s'assèche progressivement, est ponctuée de multiples rebondissements et de quatre neutralisations. S'échangeant à plusieurs reprises la première place, Lewis Hamilton et Nico Rosberg laissent même provisoirement le commandement à Daniel Ricciardo dont la voiture se comporte particulièrement bien avec ses pneus intermédiaires. Sebastian Vettel remonte jusqu'à la troisième place tandis que Rosberg, alors en tête, part à la faute, commettant un écart de trajectoire qui permet à son coéquipier de le dépasser au quarante-huitième tour et de s'envoler vers sa dixième victoire de la saison (la quarante-troisième de sa carrière) et son troisième titre de champion du monde alors qu'il reste encore trois courses à disputer. Quatrième, derrière Rosberg et Vettel, Max Verstappen égale, à 18 ans, son record de précocité établi lors du Grand Prix de Hongrie et devance Sergio Pérez alors que Jenson Button obtient son meilleur résultat de la saison en terminant sixième ; suivent dans les points, Carlos Sainz Jr. (sixième sous le drapeau à damier mais pénalisé de 5 secondes pour vitesse excessive dans les stands), Pastor Maldonado, Felipe Nasr et Daniel Ricciardo. Les dix premiers se classent dans la même minute à l'arrivée d'une course ponctuée par huit abandons. 
Lewis Hamilton conserve son titre de champion du monde avec 76 points d'avance sur Sebastian Vettel (251 points) et 80 sur Nico Rosberg (247 points), alors qu'un maximum de 75 points sont encore en jeu d'ici la fin de la saison. Kimi Räikkönen, après son abandon, compte toujours 123 points et conserve sa quatrième place devant Valtteri Bottas (111 points), Felipe Massa (109 points) et Daniil Kvyat (76 points) qui n'ont pas marqué non plus. Le Russe reste devant son coéquipier Daniel Ricciardo (74 points), Sergio Pérez (64 points) conforte sa neuvième place et Max Verstappen (45 points) accède au dixième rang, devant Romain Grosjean (44 points).
Mercedes, champion du monde depuis le Grand Prix de Russie, a désormais 200 points d'avance sur la Scuderia Ferrari, deuxième avec 374 points tandis que Williams F1 Team, avec 220 points, reste à la troisième place ; suivent Red Bull Racing (150 points), Force India (102 points) et Lotus F1 Team (70 points). La Scuderia Toro Rosso, avec 63 points, précède Sauber (36 points) et McLaren Racing (27 points). Manor Marussia n'a pas encore inscrit de point.

## Contexte avant le Grand Prix
Lewis Hamilton, déjà vainqueur de neuf courses et possédant soixante-six points d'avance sur Sebastian Vettel et soixante-treize sur Nico Rosberg, peut remporter son troisième titre de champion du monde lors de cette épreuve alors qu'il reste encore trois Grands Prix. Pour ce faire, il doit inscrire neuf points de plus Vettel et deux de plus que Rosberg, ses seuls rivaux encore en course pour le titre.

## Essais libres

### Première séance, le vendredi de 10 h à 11 h 30
| Pos. | Pilote           | Voiture            | Chrono         | Écart     |
| ---- | ---------------- | ------------------ | -------------- | --------- |
| 1    | Nico Rosberg     | Mercedes           | 1 min 53 s 989 |           |
| 2    | Daniil Kvyat     | Red Bull-Renault   | 1 min 55 s 224 | + 1 s 235 |
| 3    | Daniel Ricciardo | Red Bull-Renault   | 1 min 55 s 592 | + 1 s 603 |
| 4    | Carlos Sainz Jr. | Toro Rosso-Renault | 1 min 55 s 667 | + 1 s 678 |
| 5    | Lewis Hamilton   | Mercedes           | 1 min 55 s 693 | + 1 s 704 |
| 6    | Sebastian Vettel | Ferrari            | 1 min 55 s 710 | + 1 s 721 |

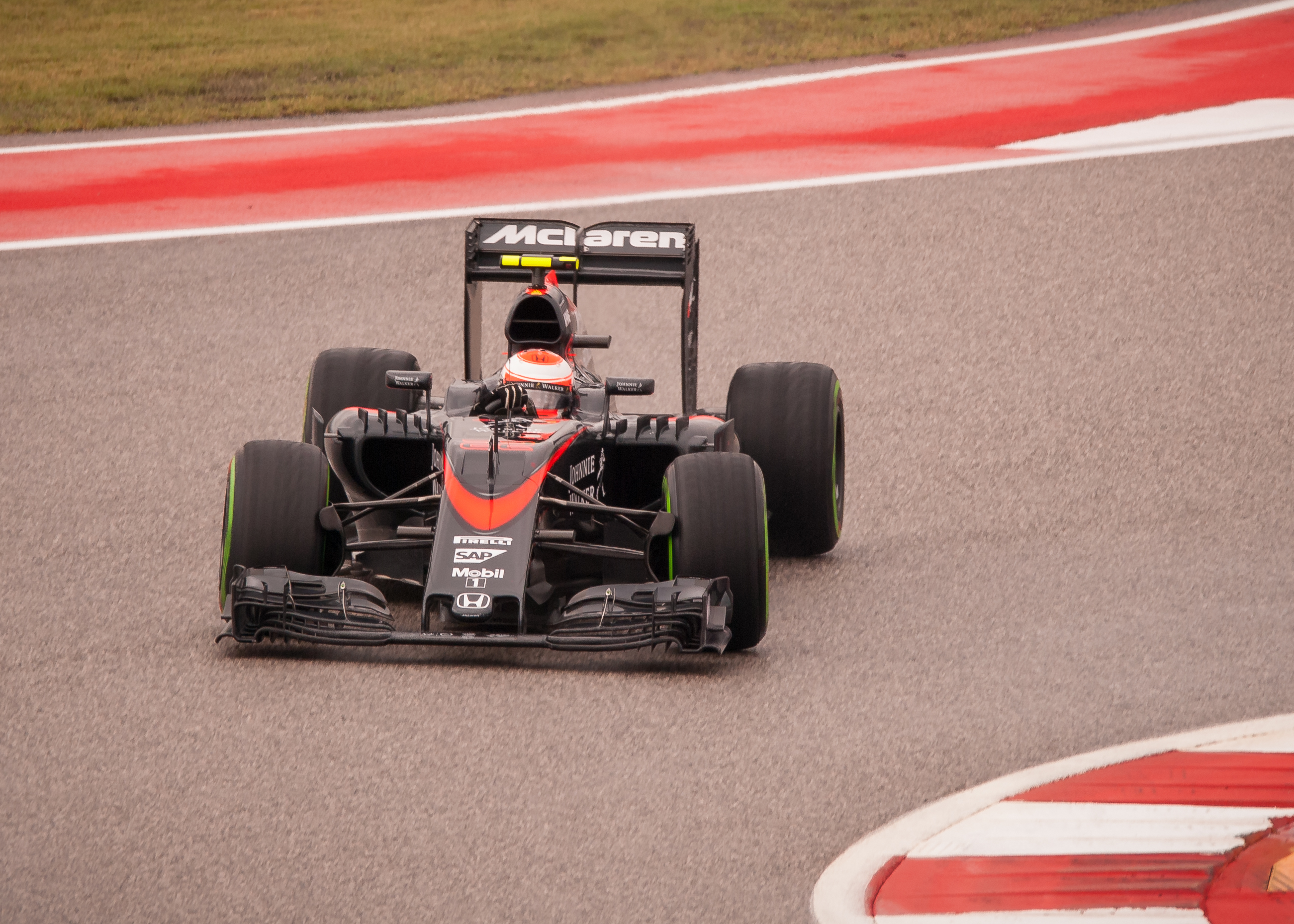
Jenson Button au Grand Prix des États-Unis 2015.

S'il ne pleut plus sur Austin, la première séance d'essais libres du Grand Prix commence sur une piste détrempée en dépit d’une température ambiante de 25 °C. Le weekend s'annonçant particulièrement humide à cause de l'ouragan Patricia, les pilotes doivent économiser leurs pneus « intermédiaires » et « pleine pluie » en vue de la course du dimanche. Les premiers pilotes s'élancent tous en pneus « pleine pluie » pour boucler un tour d'installation et, quelques minutes plus tard, Marcus Ericsson établit le temps de référence en 2 min 01 s 702 puis améliore sur sa lancée en 2 min 01 s 087, 2 min 00 s 996 et 1 min 59 s 743 alors que Kimi Räikkönen, Romain Grosjean, Jenson Button et Carlos Sainz Jr. retournent dans leur garage. Daniel Ricciardo chausse les gommes intermédiaires pour évaluer les conditions de roulage de la piste,,.
Pastor Maldonado rencontre immédiatement un problème avec la transmission de sa Lotus E23 Hybrid qui se place seule en mode neutre à des moments impromptus ; les mécaniciens de Lotus F1 Team doivent démonter la monoplace pour intervenir sur la boîte de vitesses. McLaren Racing teste une caméra embarquée qui filme à 400 images par seconde ; ce dispositif présent dans le cockpit, sera obligatoire en 2016. Nico Rosberg, chaussé de pneus intermédiaires, sort à plusieurs reprises de la piste lors des freinages sur son premier tour lancé mais prend ensuite le commandement de la séance en améliorant le temps du pilote Sauber de plus de quatre secondes (1 min 55 s 102 et 1 min 53 s 989). Dans des conditions de piste similaires, Räikkönen et Sebastian Vettel, deuxième et troisième, lui concèdent près d'une seconde et demi au tour,,.
Valtteri Bottas, est incapable de s'arrêter sur son emplacement dans la voie des stands à cause de la mauvaise adhérence provoquée par le ruissellement de l'eau : ses mécaniciens fuient en tous sens pour éviter la Williams FW37 en perdition. Peu après la mi-séance, une trajectoire plus sèche se dessine sur la piste et la direction de course autorise l'utilisation de l'aileron arrière mobile. À trente minutes du drapeau à damier, certains se relancent en pneus intermédiaires ; ainsi chaussé, Rosberg glisse tellement qu'il rentre dès la fin de son premier tour d'essai, de même que Daniel Ricciardo. La séance se termine sans que les pilotes puissent chausser leurs pneus pour piste sèche et Nico Rosberg conserve la tête de la feuille des temps, devant Daniil Kvyat, Ricciardo, Sainz et Lewis Hamilton,,.
- Raffaele Marciello, pilote essayeur chez Sauber, remplace Felipe Nasr lors de cette séance d'essais.

### Deuxième séance annulée
Un orage violent, une pluie diluvienne et beaucoup de vent s'abattent sur le circuit alors que doit débuter la deuxième session d'essais libres. La FIA décide donc de reporter la séance notamment à cause de la foudre qui menace de toucher les commissaires de piste. Quelques minutes plus tard, le déluge provoqué par l'ouragan Patricia provoque la submersion de la piste sous plusieurs centimètres d'eau,,.
Après une demi-heure d'attente, alors que la pluie continue de tomber, les pilotes quittent leur garage pour rejoindre leurs hospitalités en attendant des nouvelles de la FIA. Peu après, Bernie Ecclestone évoque une l'annulation de séance : « Il n'y a personne autour de la piste, c'est impossible. Les commissaires sont rentrés, les caméramans... Tout le monde fait son travail mais je suis désolé pour les fans qui sont venus et sont trempés. J'ai peur que demain soit pareil ou pire qu'aujourd'hui. Il est probable que cette séance soit annulée. » Peu avant 15 heures, la séance est finalement annulée, l'hélicoptère médical ne pouvant décoller dans les deux prochaines heures,,.

### Troisième séance, le samedi de 10 h à 11 h
| Pos. | Pilote           | Voiture              | Chrono         | Écart     |
| ---- | ---------------- | -------------------- | -------------- | --------- |
| 1    | Lewis Hamilton   | Mercedes             | 1 min 59 s 517 |           |
| 2    | Sebastian Vettel | Ferrari              | 2 min 00 s 380 | + 0 s 863 |
| 3    | Nico Hülkenberg  | Force India-Mercedes | 2 min 00 s 496 | + 0 s 979 |
| 4    | Valtteri Bottas  | Williams-Mercedes    | 2 min 00 s 523 | + 1 s 006 |
| 5    | Carlos Sainz Jr. | Toro Rosso-Renault   | 2 min 00 s 687 | + 1 s 170 |
| 6    | Daniil Kvyat     | Red Bull-Renault     | 2 min 00 s 694 | + 1 s 177 |

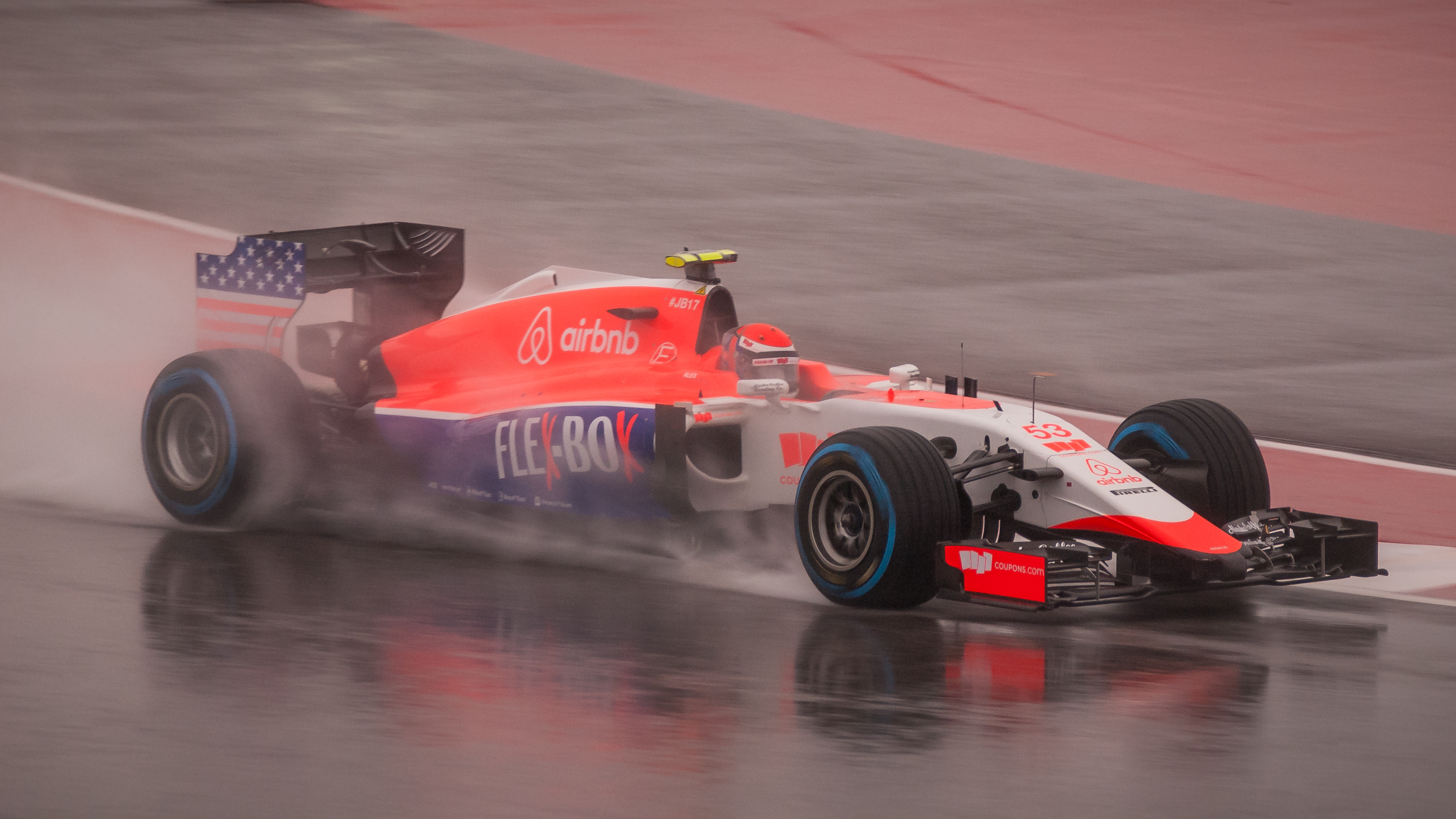
Alexander Rossi au Grand Prix des États-Unis 2015.

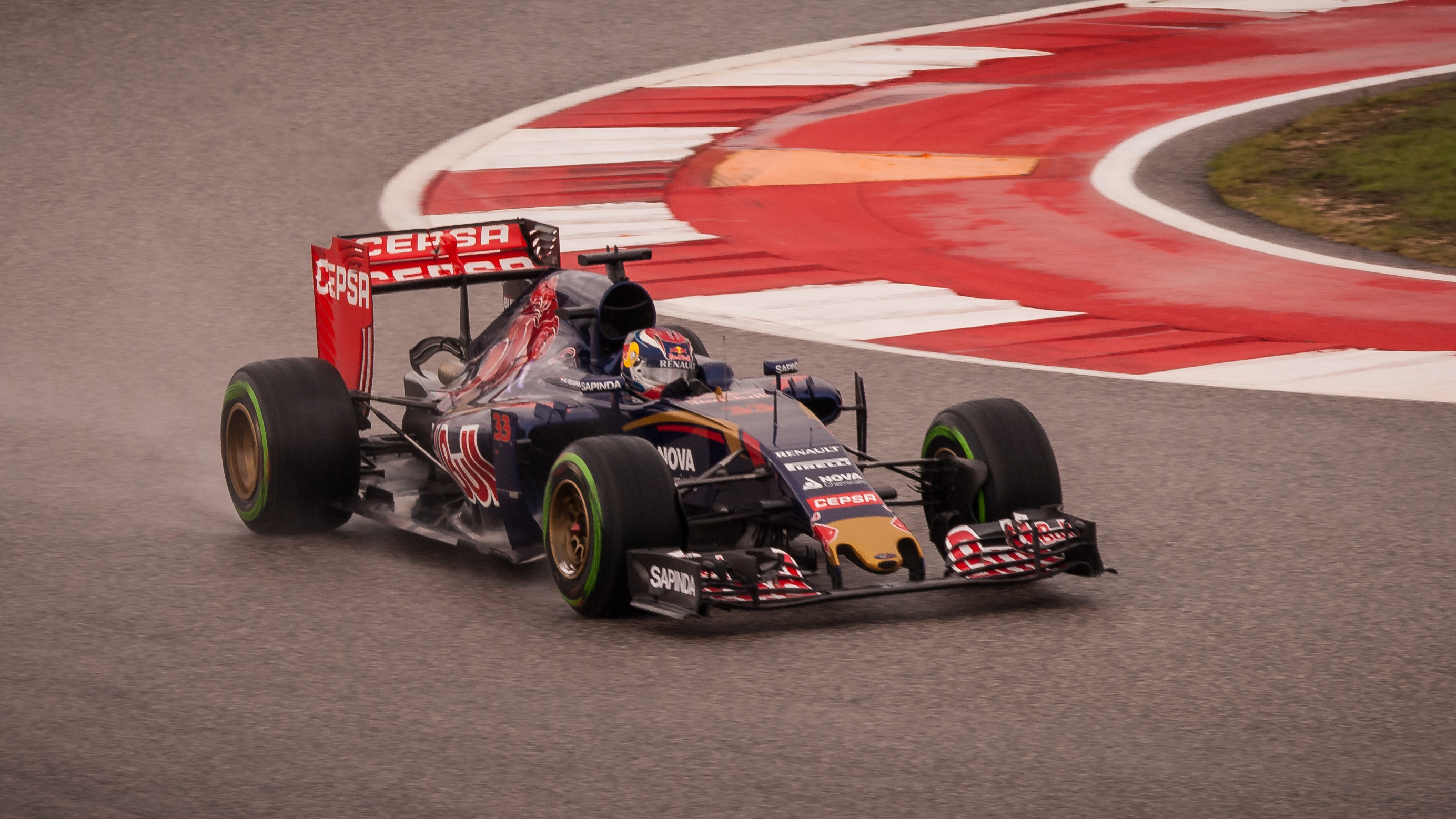
Max Verstappen au Grand Prix des États-Unis 2015.

Peu après 7 heures du matin, la FIA décide de reporter sa décision concernant le maintien de la session des essais libres 3 et des qualifications lors de la journée du samedi car la pluie qui tombe sur Austin reste importante et aucune amélioration n'est attendue dans la journée ; Greg Abbott, le gouverneur du Texas, conseille même à tous les habitants de ne pas quitter leur domicile pour la journée. À 8 heures, la FIA annonce qu'un seul créneau horaire permettra de lancer les monoplaces en piste ; il pourra s'agir des essais libres 3 ou des qualifications. Une demi-heure plus tard, le circuit ferme ses portes jusqu'à midi : les spectateurs déjà présents doivent se réfugier dans la tribune principale couverte. La voiture de sécurité entre en piste à 9 h 36 pour évaluer les conditions de roulage et les équipes ont été informées par la FIA qu'elle doivent envisager de préparer la prochaine séance (officiellement les essais libres 3) comme s'il s'agissait d'une séance de qualifications qui déterminerait la grille de départ. Finalement, à l'horaire prévu, sous une pluie modérée et alors que plusieurs pilotes ne sont toujours pas en combinaison de course, la FIA annonce le début de la session et l'interdiction des pneus intermédiaires. S'il est impossible d'organiser des qualifications plus tard dans le weekend, la grille de départ sera constituée en fonction des temps établis par les pilotes lors de cette session.
Red Bull Racing et Lotus F1 Team envoient leurs pilotes en piste dès son ouverture car les radars météo annoncent que la pluie va s'intensifier. Tous les autres pilotes les suivent lorsque Nico Rosberg part à la faute et casse son aileron avant en tapant une barrière. Daniel Ricciardo effectue un tour d'installation en plus de deux minutes et demie puis établit le temps de référence en 2 min 12 s 758,,. 
Pastor Maldonado améliore immédiatement, en 2 min 06 s 687, juste devant son coéquipier Romain Grosjean. Daniil Kvyat prend ensuite l'avantage pour une seconde puis Sebastian Vettel tourne en 2 min 03 s 280 et Valtteri Bottas en 2 min 03 s 234. Lewis Hamilton part à la faute en effectuant un gros travers (sans conséquence) puis réalise le meilleur temps, en 2 min 02 s 561, alors qu'aucune monoplace des écuries Scuderia Toro Rosso, Manor Marussia et Sauber n'a effectué le moindre tour chronométré,,.
Sebastian Vettel passe en tête en 2 min 01 s 441, alors que Rosberg fait changer son aileron avant. Kimi Räikkönen se place en deuxième position et Vettel améliore encore sa performance en tournant en 2 min 00 s 380, juste devant son coéquipier finlandais revenu à quatre dixièmes de seconde. Après un quart d'heure, la pluie s’intensifie et les pilotes commettent de nombreuses fautes. Vettel et Räikkönen, qui choisissent de regagner leur stand, devancent Nico Hülkenberg, Bottas, Hamilton, Fernando Alonso, Felipe Massa, Sergio Pérez, Kvyat et Jenson Button. Alors que Pastor Maldonado part en tête-à-queue, sans dommage, Bottas et Hülkenberg se hissent tous deux à une demi-seconde de Vettel. Nico Rosberg, 23 minutes après son erreur du début de séance, effectue son premier tour chronométré et obtient le cinquième temps avec une seconde d'avance sur son coéquipier Hamilton, sixième. Hülkenberg ravit le deuxième temps à Räikkönen, à un dixième de seconde de Vettel, puis Bottas passe troisième, devant son compatriote désormais suivi par Carlos Sainz Jr., cinquième à moins d'une seconde de la tête du classement, remplacé par Ricciardo peu après. À la mi-séance, alors que la piste est suffisamment sèche pour permettre aux pilotes d'améliorer leurs performances, les Ferrari quittent leur garage accompagnées de Lewis Hamilton qui réalise le meilleur temps en 1 min 59 s 517 puis regagne son stand. Vettel sort dans l'herbe après un gros travers avant de repartir à la faute dans l'avant-dernier virage. Sainz et Kvyat se placent devant Räikkönen qui chute à la septième place,,.
Alors qu'il reste encore vingt-deux minutes, la pluie devient très forte et tous les pilotes sont rappelés aux stands, hormis Hülkenberg qui reste quelques tours de plus pour tester sa procédure de départ sur piste mouillée. Hamilton devance Vettel, Hülkenberg, Bottas, Sainz, Kvyat, Räikkönen, Ricciardo, Rosberg et Massa ; quatre dixièmes de seconde séparent la deuxième place de la septième. Alors que plusieurs pilotes mettent pied à terre et rejoignent leur hospitalité, Max Verstappen, auteur du dernier temps à plus de 10 secondes de Hamilton et hors des 107 % qualificatifs, tente de grappiller quelques places au classement mais renonce rapidement,,.

## Séance de qualifications
Après six reports consécutifs le samedi en raison de pluies diluviennes, la séance de qualification est reportée au dimanche matin à 9 heures, quatre heures avant le départ de la course.

### Résultats des qualifications

#### Session Q1
Il pleut toujours sur le circuit durant les heures précédant les qualifications reportées du Grand Prix. Après avoir dû renoncer aux essais libres 2, les organisateurs doivent organiser les qualifications et la course sur la seule journée du dimanche. Charlie Whiting interdit l'utilisation des gommes intermédiaires en raison de l'abondance d'eau sur le circuit ; seuls les pneumatiques « pleine pluie » sont autorisés. Les vingt pilotes prennent immédiatement la piste et Romain Grosjean déclare aussitôt : « Les conditions sont vraiment limite » tandis que Kimi Räikkönen confirme : « C'est vraiment sombre ». Daniil Kvyat fixe le temps de référence en 2 min 02 s 162,,.
Lewis Hamilton passe en tête en 1 min 59 s 393 juste avant que Carlos Sainz Jr. sorte de la piste dans les esses et tape le mur de pneus, provoquant la neutralisation de la session sur drapeau rouge. Hamilton devance Daniel Ricciardo, Kvyat, Max Verstappen, Valtteri Bottas, Jenson Button, Felipe Massa, Grosjean et Pastor Maldonado. La séance est relancée pour douze minutes et de nombreux pilotes attendent à la sortie de la voie des stands pour réaliser un tour chronométré avant l'arrivée annoncée d'une pluie encore plus dense. Si Nico Rosberg prend la deuxième place en 1 min 59 s 875, Hamilton améliore son meilleur temps, en 1 min 58 s 025. Peu après, Sebastian Vettel touche légèrement le mur et rejoint son stand au ralenti,,. 
Rosberg accède ensuite à la tête du classement, en 1 min 57 s 469, mais Ricciardo améliore en 1 min 57 s 163. Si Hamilton récupère la première place, en 1 min 56 s 871, Ricciardo réalise, en 1 min 56 s 495, la meilleure prerformance de la session. Les cinq pilotes éliminés sont Sainz et son coéquipier Marcus Ericsson, Will Stevens et son coéquipier Alexander Rossi et Felipe Nasr,,.

#### Session Q2
Si Sebastian Vettel s'élance en tête, toujours en pneumatiques « pleine pluie », Lewis Hamilton établit le temps de référence en 1 min 57 s 555. Nico Rosberg, améliore dans la foulée, d'abord en 1 min 56 s 825 puis en 1 min 56 s 824. Fernando Alonso, Valtteri Bottas, Romain Grosjean, Jenson Button et Pastor Maldonado sont repoussés au-delà de la dixième place et de nombreux pilotes, dont Vettel, déclarent que le drapeau rouge est nécessaire car les conditions de piste sont désormais trop dangereuses,,.
De très nombreuses sorties de piste se produisent, sans dommage, au fur et à mesure que la pluie s'intensifie et aucun pilote ne parvient à améliorer ses performances ; les cinq pilotes éliminés sont Maldonado et son coéquipier Grosjean, Bottas, Button et son coéquipier Alonso,,.

#### Session Q3
La voiture de sécurité monte en piste juste afin de vérifier le niveau d’eau et la direction de course décide de retarder le départ de la phase Q3 alors que les pilotes Mercedes étaient déjà sortis. Nico Rosberg et Lewis Hamilton sont reconduits dans les stands tandis que des véhicules d'intervention équipés de tubes souffleurs d'air tentent d'évacuer l'eau stagnante de la piste,,. 
La piste se révélant impraticable, la phase Q3 est annulée et la grille de départ établie d'après le classement de la Q2. Nico Rosberg obtient ainsi la dix-neuvième pole position de sa carrière, sa troisième consécutive, et est accompagné en première ligne par son coéquipier Lewis Hamilton. Daniel Ricciardo et Daniil Kvyat, sur Red Bull RB11, occupent la deuxième ligne devant les Force India VJM08B de Sergio Pérez et Nico Hülkenberg puisque Sebastian Vettel et Kimi Räikkönen sont pénalisés d'un recul de dix places,,.

### Grille de départ
| 1                                                                                         | Nico Rosberg     | Mercedes               | 1 min 56 s 671 | 1 min 56 s 824 |
| 2                                                                                         | Lewis Hamilton   | Mercedes               | 1 min 56 s 871 | 1 min 56 s 929 |
| 3                                                                                         | Daniel Ricciardo | Red Bull-Renault       | 1 min 56 s 495 | 1 min 57 s 969 |
| 4                                                                                         | Daniil Kvyat     | Red Bull-Renault       | 1 min 57 s 640 | 1 min 58 s 434 |
| 5                                                                                         | Sebastian Vettel | Ferrari                | 2 min 00 s 950 | 1 min 58 s 596 |
| 6                                                                                         | Sergio Pérez     | Force India-Mercedes   | 1 min 59 s 284 | 1 min 59 s 210 |
| 7                                                                                         | Nico Hülkenberg  | Force India-Mercedes   | 1 min 58 s 325 | 1 min 59 s 333 |
| 8                                                                                         | Kimi Räikkönen   | Ferrari                | 1 min 58 s 198 | 1 min 59 s 703 |
| 9                                                                                         | Felipe Massa     | Williams-Mercedes      | 2 min 00 s 902 | 1 min 59 s 999 |
| 10                                                                                        | Max Verstappen   | Toro Rosso-Renault     | 1 min 58 s 689 | 2 min 00 s 199 |
| 11                                                                                        | Fernando Alonso  | McLaren-Honda          | 1 min 59 s 704 | 2 min 00 s 265 |
| 12                                                                                        | Valtteri Bottas  | Williams-Mercedes      | 1 min 59 s 569 | 2 min 00 s 334 |
| 13                                                                                        | Romain Grosjean  | Lotus-Mercedes         | 2 min 00 s 236 | 2 min 00 s 595 |
| 14                                                                                        | Jenson Button    | McLaren-Honda          | 2 min 00 s 261 | 2 min 01 s 193 |
| 15                                                                                        | Pastor Maldonado | Lotus-Mercedes         | 2 min 00 s 844 | 2 min 01 s 604 |
| 16                                                                                        | Marcus Ericsson  | Sauber-Ferrari         | 2 min 02 s 212 |                |
| 17                                                                                        | Felipe Nasr      | Sauber-Ferrari         | 2 min 03 s 194 |                |
| 18                                                                                        | Alexander Rossi  | Manor Marussia-Ferrari | 2 min 04 s 176 |                |
| 19                                                                                        | Will Stevens     | Manor Marussia-Ferrari | 2 min 04 s 526 |                |
| Temps minimal à réaliser pour la qualification : 2 min 04 s 650 (107 % de 1 min 56 s 495) |                  |                        |                |                |
| Nq.                                                                                       | Carlos Sainz Jr. | Toro Rosso-Renault     | 2 min 07 s 304 |                |

- Carlos Sainz Jr., au-delà des 107 % qualificatifs, est autorisé par les commissaires à prendre le départ de la course depuis la dernière place de la grille[19] ;
- Will Stevens, auteur du dix-neuvième temps des qualifications, est pénalisé d'un recul de 20 places après l'installation d'un nouveau moteur, d'un nouveau turbocompresseur et un nouveau MGU-H. Il conserve sa place car Sainz n'a pas obtenu sa qualification en piste[19] ;
- Valtteri Bottas, auteur du douzième temps des qualifications, est pénalisé d'un recul de 5 places sur la grille pour un changement de boîte de vitesses. Il s'élance de la seizième place sur la grille[19].
- Sebastian Vettel, auteur du cinquième temps des qualifications et Kimi Räikkönen, auteur du huitième temps, sont pénalisés d'un recul de 10 places sur la grille pour l'utilisation d'un cinquième moteur, le quota annuel étant fixé à quatre. Après la pénalité infligée à Bottas, Vettel s'élance de la treizième place et Räikkönen de la dix-huitième[19].

## Course

### Déroulement de l'épreuve
Le départ du Grand Prix est donné sur une piste humide en voie d'assèchement. Alors qu'il ne pleut plus, l'inconnue de l'après-midi est la longévité des pneumatiques intermédiaires choisis par la majorité des pilotes. À l'extinction des feux, Lewis Hamilton, en première ligne, prend un très bon départ et négocie le premier virage au côté de Nico Rosberg, parti de la pole position. À la sortie de la courbe, il ne laisse pas de place à son coéquipier allemand qui doit sortir de la piste pour éviter l'accrochage. Hamilton prend ainsi la tête de la course tandis que Rosberg chute en cinquième position puis repasse quatrième devant Sergio Pérez. Plus loin derrière, Valtteri Bottas touche Fernando Alonso au premier freinage et envoie l'Espagnol en tête-à-queue. Romain Grosjean est victime d'une crevaison à l'arrière-gauche et Felipe Nasr percute la Sauber C34 de son coéquipier Marcus Ericsson. Au premier passage sur la ligne de chronométrage, alors que Nasr et Bottas rentrent pour changer le museau de leur monoplace (Bottas en profitant pour chausser des pneus pour piste sèche alors que Pirelli a annoncé que ces pneus ne seraient pas adéquats en début d'épreuve), Hamilton devance Daniil Kvyat, Daniel Ricciardo, Rosberg, Pérez, Nico Hülkenberg, Sebastian Vettel, Max Verstappen, Jenson Button, Kimi Räikkönen, Carlos Sainz Jr. et Ericsson,,.
Bottas, en pneus tendres pour piste sèche, perd 10 secondes par secteur chronométré sur ses rivaux et est immédiatement rappelé au stand à l'issue de son premier tour ; le Finlandais abandonne quelques minutes plus tard sur une casse de suspension due à l'accrochage du départ. En tête de course, Daniil Kvyat menace Lewis Hamilton lorsque, au sixième tour, la direction de course impose une voiture de sécurité virtuelle pour permettre aux commissaires de piste de nettoyer les débris jonchant la piste après les incidents du départ. Hamilton devance Kvyat, Ricciardo, Rosberg, Pérez, Vettel, Verstappen, Räikkönen, Sainz, Hülkenberg, Button, Ericsson, Felipe Massa, Pastor Maldonado, Grosjean, Alonso, Alexander Rossi et Nasr, Will Stevens ayant abandonné. À la relance, au huitième tour, Rosberg dépasse immédiatement Ricciardo et Kvyat et pointe au second rang, juste derrière Hamilton. L'Allemand est alors victime d'une panne d'aileron arrière mobile, qui se résout après quelques tours,,.
Romain Grosjean passe les pneus pour piste sèche au terme du dixième passage et abandonne au tour suivant à cause des dégâts subis au départ ; il est vraisemblable qu'il ait testé les pneus « slick » pour déterminer la stratégie que doit suivre son coéquipier Maldonado. Alors que les Mercedes et les Red Bull se tiennent en moins de 2 secondes, Kvyat essaie de dépasser Rosberg au dernier freinage mais sort trop large et perd une position au profit de Ricciardo. Pérez, cinquième, retient derrière lui Vettel, Verstappen, Sainz, Räikkönen et Hülkenberg. Ricciardo, ayant dépassé Rosberg, s'attaque à Hamilton alors que Räikkönen, malgré des pneus en très mauvais état, harcèle Sainz pour le gain de la huitième place. Au quinzième tour, Ricciardo s'empare du commandement dans le dernier secteur et se détache immédiatement ; en trois tours, il porte son avance à 4 secondes,,.
Button change ses pneus au dix-huitième tour, Hamilton (qui vient d'être dépassé par Rosberg), Vettel, Verstappen, Maldonado, Nasr et Rossi au tour suivant, Ricciardo, Rosberg, Kvyat, Pérez, Räikkönen, Sainz et Hülkenberg au vingtième. Räikkönen, piégé par le manque d'adhérence dans le virage no 7 touche le mur et, après de nombreux coups de volant et d'accélérateur, reprend le chemin des stands pour changer le museau de sa monoplace. Après cette salve de changements de pneus, Ricciardo mène l'épreuve devant Rosberg, Kvyat, Hamilton, Vettel, Verstappen, Sainz, Pérez, Hülkenberg, Massa et Button. Chaussées des pneus tendres, les Red Bull RB11 se montrent moins efficaces qu'en intermédiaires ; Rosberg dépasse Ricciardo au vingt-deuxième tour pour mener la course avec plus de trois secondes d'avance et, dans le même tour, Hamilton passe Kvyat, désormais sous la menace directe de Vettel, pour le gain de la troisième place,,.
Peu après, Vettel ravit la quatrième place à Kvyat tandis que Massa abandonne sur bris de suspension consécutif à l'incident du début de course. Hamilton, qui a pris l'avantage sur Ricciardo dans le vingt-sixième tour, se lance à la poursuite de son coéquipier à plus de 10 secondes devant. Räikkönen et Ericsson abandonnent au tour suivant mais la monoplace du Suédois restée sur le bord de la piste provoque la sortie de la voiture de sécurité. Vettel, Hülkenberg, Sainz, Pérez et Button en profitent pour changer de pneus tandis que Rosberg, Hamilton, Ricciardo et Kvyat prennent le risque de rester en piste. Au trentième tour, derrière la voiture de sécurité, Rosberg devance Hamilton, Ricciardo, Kvyat, Vettel, Verstappen, Hülkenberg, Pérez, Button, Sainz, Maldonado et Alonso,,. 
Vettel dispose désormais de pneus durs pouvant aller jusqu'à l'arrivée tandis que Rosberg, Hamilton, Ricciardo et Kvyat sont en tendres. À la relance, au trente-troisième tour, Vettel dépasse Kvyat puis Ricciardo. Si l'Australien reprend l'avantage quelques centaines de mètres plus loin, Vettel repasse à l'attaque et prend définitivement l'avantage. Entretemps, les Mercedes ont porté leur avance à six secondes du pilote Ferrari. Ricciardo, dépassé par Verstappen, est désormais sous la menace d'Hülkenberg ; les deux pilotes s'accrochent et Hülkenberg abandonne, provoquant une nouvelle procédure de voiture de sécurité virtuelle afin de nettoyer les débris. Rosberg et Kvyat en profitent pour passer aux stands pour chausser des pneus tendres neufs. La course, relancée au quarantième tour, est menée par Hamilton qui devance Vettel, Rosberg, Verstappen, Button, Alonso, Pérez, Sainz, Maldonado, Kvyat, Ricciardo, Nasr et Rossi ,,. 
Dans le quarante-deuxième tour, avec ses pneus tendres neufs, Rosberg prend l'avantage sur Vettel et rattrape son coéquipier en tête avec des pneus tendres usés. Kvyat, en perdant le contrôle de sa monoplace après avoir mis deux roues dans l'herbe artificielle et tapé le rail, provoque une nouvelle sortie de la voiture de sécurité. Hamilton en profite pour chausser les pneus tendres, imité, à la surprise générale, par Vettel qui choisit de monter des pneus tendres plus performants même si ses pneus durs lui permettaient de rallier l'arrivée. Rosberg reprend dès lors le commandement devant Hamilton, Verstappen, Vettel, Alonso, Pérez, Ricciardo et Button. À la relance, au quarante-septième tour, Vettel passe Verstappen pour le gain de la troisième place. Au tour suivant, Nico Rosberg fait une erreur en « allumant » son train avant au freinage et sortant trop large : il cède ainsi le commandement à son équipier et, en contenant Vettel derrière lui, offre le titre de champion du monde à Hamilton. Plus loin, la lutte pour les places d'honneur fait rage entre Pérez, Button, Sainz et Maldonado. Hamilton remporte sa dixième victoire de la saison devant Rosberg et Vettel ; suivent pour les points Verstappen, Pérez, Button, Sainz (sixième sous le drapeau à damier mais pénalisé de 5 secondes pour vitesse excessive dans les stands), Maldonado, Nasr et Ricciardo,,.

### Classement de la course
| Pos. | no | Pilote           | Écurie                 | Tours | Temps/Abandon                      | Grille | Points |
| ---- | -- | ---------------- | ---------------------- | ----- | ---------------------------------- | ------ | ------ |
| 1    | 44 | Lewis Hamilton   | Mercedes               | 56    | 1 h 50 min 52 s 703 (166,703 km/h) | 2      | 25     |
| 2    | 6  | Nico Rosberg     | Mercedes               | 56    | + 2 s 850                          | 1      | 18     |
| 3    | 5  | Sebastian Vettel | Ferrari                | 56    | + 3 s 381                          | 13     | 15     |
| 4    | 33 | Max Verstappen   | Toro Rosso-Renault     | 56    | + 22 s 359                         | 8      | 12     |
| 5    | 11 | Sergio Pérez     | Force India-Mercedes   | 56    | + 24 s 413                         | 5      | 10     |
| 6    | 22 | Jenson Button    | McLaren-Honda          | 56    | + 28 s 058                         | 11     | 8      |
| 7    | 55 | Carlos Sainz Jr. | Toro Rosso-Renault     | 56    | + 30 s 619 (dont 5 s de pénalité)  | 20     | 6      |
| 8    | 13 | Pastor Maldonado | Lotus-Mercedes         | 56    | + 32 s 273                         | 12     | 4      |
| 9    | 12 | Felipe Nasr      | Sauber-Ferrari         | 56    | + 40 s 275                         | 15     | 2      |
| 10   | 3  | Daniel Ricciardo | Red Bull-Renault       | 56    | + 53 s 371                         | 3      | 1      |
| 11   | 14 | Fernando Alonso  | McLaren-Honda          | 56    | + 54 s 816                         | 9      |        |
| 12   | 53 | Alexander Rossi  | Manor Marussia-Ferrari | 56    | + 1 min 15 s 277                   | 17     |        |
| Abd. | 26 | Daniil Kvyat     | Red Bull-Renault       | 41    | Accident                           | 4      |        |
| Abd. | 27 | Nico Hülkenberg  | Force India-Mercedes   | 35    | Accrochage avec Ricciardo          | 6      |        |
| Abd. | 9  | Marcus Ericsson  | Sauber-Ferrari         | 25    | Électricité                        | 14     |        |
| Abd. | 7  | Kimi Räikkönen   | Ferrari                | 25    | Freins                             | 18     |        |
| Abd. | 19 | Felipe Massa     | Williams-Mercedes      | 23    | Suspension                         | 7      |        |
| Abd. | 8  | Romain Grosjean  | Lotus-Mercedes         | 10    | Freins                             | 10     |        |
| Abd. | 77 | Valtteri Bottas  | Williams-Mercedes      | 5     | Suspension                         | 16     |        |
| Abd. | 28 | Will Stevens     | Manor Marussia-Ferrari | 1     | Freins                             | 19     |        |

### Pole position et record du tour
- Pole position :  Nico Rosberg (Mercedes) en 1 min 56 s 824 (169,886 km/h)[24].
- Meilleur tour en course :  Nico Rosberg (Mercedes) en 1 min 40 s 666 (197,155 km/h au quarante-neuvième tour)[25].

### Tours en tête
- Lewis Hamilton : 28 tours (1-14 / 39-43 / 48-56)[26]
- Daniel Ricciardo : 7 tours (15-21)
- Nico Rosberg : 21 tours (22-38 / 44-47)

## Classements généraux à l'issue de la course
| Pos.     | Pilote           | Écurie               | Points |
| -------- | ---------------- | -------------------- | ------ |
| Champion | Lewis Hamilton   | Mercedes             | 327    |
| 2        | Sebastian Vettel | Ferrari              | 251    |
| 3        | Nico Rosberg     | Mercedes             | 247    |
| 4        | Kimi Räikkönen   | Ferrari              | 123    |
| 5        | Valtteri Bottas  | Williams-Mercedes    | 111    |
| 6        | Felipe Massa     | Williams-Mercedes    | 109    |
| 7        | Daniil Kvyat     | Red Bull-Renault     | 76     |
| 8        | Daniel Ricciardo | Red Bull-Renault     | 74     |
| 9        | Sergio Pérez     | Force India-Mercedes | 64     |
| 10       | Max Verstappen   | Toro Rosso-Renault   | 45     |
| 11       | Romain Grosjean  | Lotus-Mercedes       | 44     |
| 12       | Nico Hülkenberg  | Force India-Mercedes | 38     |
| 13       | Felipe Nasr      | Sauber-Ferrari       | 27     |
| 14       | Pastor Maldonado | Lotus-Mercedes       | 26     |
| 15       | Carlos Sainz Jr. | Toro Rosso-Renault   | 18     |
| 16       | Jenson Button    | McLaren-Honda        | 16     |
| 17       | Fernando Alonso  | McLaren-Honda        | 11     |
| 18       | Marcus Ericsson  | Sauber-Ferrari       | 9      |

| Pos.     | Écurie               | Points |
| -------- | -------------------- | ------ |
| Champion | Mercedes             | 574    |
| 2        | Ferrari              | 374    |
| 3        | Williams-Mercedes    | 220    |
| 4        | Red Bull-Renault     | 150    |
| 5        | Force India-Mercedes | 102    |
| 6        | Lotus-Mercedes       | 70     |
| 7        | Toro Rosso-Renault   | 63     |
| 8        | Sauber-Ferrari       | 36     |
| 9        | McLaren-Honda        | 27     |

## Statistiques
Le Grand Prix des États-Unis 2015 représente :
- la 19e pole position de sa carrière pour Nico Rosberg, sa quatrième cette saison. Il devient le pilote non-champion du monde ayant obtenu le plus de pole position en détrônant René Arnoux[29],[30] ;
- la 43e victoire de sa carrière en Formule 1 pour Lewis Hamilton, sa dixième cette saison. Il devient le pilote en activité avec le plus de victoires[30],[31] ;
- la 50e pole position pour Mercedes en tant que constructeur[32] ;
- la 42e victoire pour Mercedes en tant que constructeur[33] ;
- le 25e doublé pour Mercedes en tant que constructeur[34] ;
- la 128e victoire pour Mercedes en tant que motoriste[35] ;
- le 700e podium pour Ferrari en tant que motoriste[36] ;
- le 200e Grand Prix de Red Bull Racing[37].

Au cours de ce Grand Prix :
- Lewis Hamilton remporte son troisième titre de champion du monde et rejoint Jack Brabham, Jackie Stewart, Niki Lauda, Nelson Piquet et Ayrton Senna[38] ;
- Lewis Hamilton passe la barre des 1800 points inscrits en championnat du monde (1 813 points). Il est le second pilote, après Sebastian Vettel, à avoir inscrit plus de 1 800 points en Formule 1[39] ;
- Lewis Hamilton est le premier pilote britannique à conserver son titre de champion du monde d'une année sur l'autre[30] ;
- Lewis Hamilton est le premier pilote à remporter le titre sur le sol américain depuis Keke Rosberg au Grand Prix automobile de Las Vegas 1982[30] ;
- McLaren Racing égale son record de courses sans victoire avec 54 épreuves consécutives sans succès. Le dernier succès de l'équipe remonte au Grand Prix automobile du Brésil 2012[30] ;
- Tom Kristensen, nonuple vainqueur des 24 Heures du Mans et sextuple vainqueur des 12 Heures de Sebring, est nommé assistant des commissaires de course pour ce Grand Prix[40].